# Vladislav Čáp
Ing. Vladislav Čáp uváděný i jako Ladislav Čáp (13. dubna 1926 – 30. prosince 2001 Praha) byl český krasobruslař a elektrotechnik.

## Život

### Sportovní život
Věnoval se krasobruslení. Jeho trenérem byl Arnold Gerschwiler.
V roce 1947 se Čáp stal v Davosu vicemistrem Evropy. Po povinných cvicích byl druhý za domácím Hansem Gerschwilerem a před svým krajanem Zdeňkem Fikarem, což švýcarský deník Die Tat označil za překvapení. V následné volné jízdě Čáp poněkud za svými soupeři zaostal, ale na rozdíl od Fikara, který se propadl na páté místo, druhou příčku udržel.
Světového šampionátu se zúčastnil v letech 1947 a 1948 a obsadil čtvrté, respektive desáté místo Na Zimních olympijských hrách 1948 ve Svatém Mořici skončil desátý. Následně působil až do konce 50. let jako krasobruslařský činovník, byl členem výboru ISU a na Zimních olympijských hrách 1956 v Cortině d'Ampezzo vykonával funkci technického delegáta.

### Profesionální život
Vystudoval České vysoké učení technické, obor slaboproud. V roce 1959 byl komunistickým režimem zatčen a odsouzen za údajnou špionáž k pěti letům vězení, z nichž si odpykal 3,5 roku.
Po propuštění se začal věnovat uměleckému světlu a osvětlování budov. Působil ve Scénografickém ústavu a od roku 1969 v Československé televizi. V ní zůstal až do odchodu do důchodu.
Od roku 1969 přednášel o jevištním osvětlení na DAMU.
Zemřel v Praze v roce 2001.

## Dílo
Je autorem několika odborných publikací a skript z oblasti osvětlovací techniky, stejně jako publikací o krasobruslení. Napsal Výklad pravidel krasobruslení (1958), náčrtky se podílel na Metodice krasobruslení Josefa Dědiče.
Projektoval osvětlení celé řady budov, např. pobočky České národní banky v Plzni, kasina v Saarbrückenu, společenského sálu Paláce kultury, dále při rekonstrukci Velkého sálu paláce Lucerna a Hlavní pošty v Praze a jinde.